# مدار ۵۳ درجه جنوبی
مدار ۵۳ درجه جنوبی، دایره‌ای از عرض جغرافیایی است که در ۵۳ درجهٔ جنوبی خط استوا  قرار دارد.

## گذر از مناطق
از نصف‌النهار مبدأ شروع می‌شود و به سمت مشرق ۵۳ درجه جنوبی از موارد زیر گذر می‌کند:
| مختصات‌ها                                            | کشور، قلمرو یا دریا | توضیحات                                                                     |
| --------------------------------------------------- | ------------------- | --------------------------------------------------------------------------- |
| ۵۳°۰′ جنوبی ۰°۰′ شرقی / ۵۳٫۰۰۰°جنوبی ۰٫۰۰۰°شرقی     | اقیانوس اطلس        |                                                                             |
| ۵۳°۰′ جنوبی ۲۰°۰′ شرقی / ۵۳٫۰۰۰°جنوبی ۲۰٫۰۰۰°شرقی   | اقیانوس هند         | Passing just north of the جزیره هرد و جزایر مک‌دونالد, استرالیا              |
| ۵۳°۰′ جنوبی ۷۳°۱۵′ شرقی / ۵۳٫۰۰۰°جنوبی ۷۳٫۲۵۰°شرقی  | استرالیا            | جزیره هرد و جزایر مک‌دونالد                                                  |
| ۵۳°۰′ جنوبی ۷۳°۲۵′ شرقی / ۵۳٫۰۰۰°جنوبی ۷۳٫۴۱۷°شرقی  | اقیانوس هند         |                                                                             |
| ۵۳°۰′ جنوبی ۱۴۷°۰′ شرقی / ۵۳٫۰۰۰°جنوبی ۱۴۷٫۰۰۰°شرقی | اقیانوس آرام        |                                                                             |
| ۵۳°۰′ جنوبی ۷۴°۲۸′ غربی / ۵۳٫۰۰۰°جنوبی ۷۴٫۴۶۷°غربی  | شیلی                | Desolación Island                                                           |
| ۵۳°۰′ جنوبی ۷۳°۵۷′ غربی / ۵۳٫۰۰۰°جنوبی ۷۳٫۹۵۰°غربی  | تنگه ماژلان         |                                                                             |
| ۵۳°۰′ جنوبی ۷۳°۲۵′ غربی / ۵۳٫۰۰۰°جنوبی ۷۳٫۴۱۷°غربی  | شیلی                | Muñoz Gamero Peninsula and Riesco Island                                    |
| ۵۳°۰′ جنوبی ۷۱°۵۲′ غربی / ۵۳٫۰۰۰°جنوبی ۷۱٫۸۶۷°غربی  | Seno Otway          |                                                                             |
| ۵۳°۰′ جنوبی ۷۱°۱۵′ غربی / ۵۳٫۰۰۰°جنوبی ۷۱٫۲۵۰°غربی  | شیلی                | Brunswick Peninsula                                                         |
| ۵۳°۰′ جنوبی ۷۰°۴۹′ غربی / ۵۳٫۰۰۰°جنوبی ۷۰٫۸۱۷°غربی  | تنگه ماژلان         |                                                                             |
| ۵۳°۰′ جنوبی ۷۰°۲۴′ غربی / ۵۳٫۰۰۰°جنوبی ۷۰٫۴۰۰°غربی  | شیلی                | Isla Grande de Tierra del Fuego                                             |
| ۵۳°۰′ جنوبی ۶۸°۳۶′ غربی / ۵۳٫۰۰۰°جنوبی ۶۸٫۶۰۰°غربی  | آرژانتین            | Isla Grande de Tierra del Fuego                                             |
| ۵۳°۰′ جنوبی ۶۸°۱۵′ غربی / ۵۳٫۰۰۰°جنوبی ۶۸٫۲۵۰°غربی  | اقیانوس اطلس        | Passing just south of Beauchene Island, جزایر فالکلند (claimed by آرژانتین) |